# 威克洛郡
威克洛郡 （County Wicklow；愛爾蘭語：Contae Chill Mhantáin），是愛爾蘭的一個郡，位於愛爾蘭島東部海岸。歷史上屬倫斯特省。
面積2,024平方公里，2006年人口114,676人。首府威克洛。
53°00′N 6°25′W / 53.000°N 6.417°W

## 外部連結
- Wicklow County Council（页面存档备份，存于）
- Wicklow County Tourism （页面存档备份，存于）